# Sara Ramón Rosselló
Sara Ramón Rosselló (Sant Antoni de Portmany, 22 de febrer de 1973) és una farmacèutica i política eivissenca, diputada al Parlament de les Illes Balears en la IX legislatura.
És llicenciada en Farmàcia. A les eleccions municipals espanyoles de 2011 fou escollida regidora d'educació i cultura de l'ajuntament de Sant Antoni de Portmany pel PP i regidora del districte de Sant Rafel, compartit amb el regidor Francisco Cardona Ramon. Comprèn s’Olivera, Cas Arabins, es Fornàs, Puig des Planells, sa Creu i sa Coma.
Fou escollida diputada del PP d'Eivissa a les eleccions al Parlament de les Illes Balears de 2015. Fou presidenta de la Comissió de l'estatut dels diputats i diputades del Parlament Balear del 9 de juliol de 2015 fins al 2 d'abril del 2019.
El 10 de juliol de 2019 fou nomenada Vicepresidenta tercera i consellera de Cultura, Educació i Patrimoni del Consell d'Eivissa.